# Josimar Rosado da Silva Tavares
Josimar Rosado da Silva Tavares (Pelotas, 18 agosto 1986 – La Unión, 28 novembre 2016) è stato un calciatore brasiliano, di ruolo centrocampista.

## Carriera
Ha giocato in Série A con la Chapecoense. È deceduto, insieme a gran parte della squadra, altri passeggeri e componenti dell'equipaggio, in seguito ad un incidente aereo avvenuto il 28 novembre in Colombia, mentre si stava recando con la squadra a Medellín per disputare la finale della Coppa Sudamericana.

## Palmarès

### Competizioni statali
- Campionato Cearense: 1

Fortaleza: 2008
- Campionato Gaucho: 2

Internacional: 2012, 2014

### Competizioni internazionali
- Coppa Sudamericana: 1

Chapecoense: 2016 (postumo)